# 内山愚童
内山 愚童（うちやま ぐどう、1874年〈明治7年〉5月17日 - 1911年〈明治44年〉1月24日）は、日本の社会主義運動家、仏教者。
僧侶として曹洞宗林泉寺の住職を務め、幸徳事件（大逆事件）で処刑された12名の1人である。

## 経歴

### 生い立ち～修行時代
1874年（明治7年）5月17日 に新潟県北魚沼郡小千谷町（現：新潟県小千谷市）において、宮大工で木形職人であった父・直吉、母・カヅの長男として生まれる。幼名は慶吉で、1885年（明治18年）に小千谷市立小千谷小学校を卒業する。
1890年（明治23年）10月に父が死去すると、内山は長男として家業を継ぐはずだったが、1893年（明治26年）頃に小千谷を離れた。井上円了の住み込みもしていたとの説もある。
1897年（明治30年）4月に神奈川県愛甲郡小鮎村（現：神奈川県厚木市上古沢）の宝増寺の住職だった坂詰孝童のもとで得度し、天室愚童を名乗った。1899年（明治32年）には曹洞宗第十二学林を卒業する（第二学林卒業との説もある）。1904年（明治37年）2月からは神奈川県足柄下郡温泉村大平台（現：神奈川県箱根町大平台）にある林泉寺の住職となった。

### 社会主義者として
1903年（明治36年）11月に幸徳秋水・堺利彦らによって「平民社」が結成され、機関誌として平民新聞が創刊された。社会主義者としての内山の名は、1904年（明治37年）の平民新聞第10号（1月17日）の「余は如何にして社会主義者となりし乎」という記事の中で初めて見られる。社会主義を奉じるようになった理由について、「一切衆生悉有仏性」などの仏典の文言が社会主義の主張と一致したためと述べている。内山は、平民新聞の紙面上で平民社の同志を林泉寺へ招待し、堺や石川三四郎をはじめとする多くの社会主義者が寺を訪問している。また、同紙には「兵士の母」と題して日露戦争で徴兵された兵士の母親に同乗する「非戦論」のような記事も寄せている。平民新聞が廃刊となった後も後継雑誌の「光」や、福田英子によって創刊された「世界婦人」などにおいて内山の寄せた記事がいくつか確認できる。
一方で内山は、林泉寺のある大平台においても社会主義活動を行っていた。石川によれば内山は当地の青年に期待しており、青年らに向けて林泉寺で集会を開催したり、平民新聞を回読させることもあったという。さらに青年組合にも関与していたことも判明している。また官憲側の資料によれば、児童を集めて無報酬で教育を施し、社会主義思想に基づいた説明を加えることもあったという。しかし、児童に読み書き算盤を教えることはあっても、思想的な話は一切しなかったという証言もある。

### 宗教者として
1905年（明治38年）に、真宗大谷派の僧侶・伊藤証信によって「無我愛運動」が提唱された。この運動に対しては綱島梁川・徳冨蘆花らの文化人のほか、前述の堺や石川といった社会主義者からも反響が寄せられたが、特に内山は伊藤が率いる「無我苑」への入苑を真剣に考えたほど傾倒している。無我苑の機関紙「無我の愛」には内山から伊藤への書簡がいくつか掲載されており、のちに無我苑が閉鎖されてから伊藤に寄せられた書簡も確認されている。さらに、内山が伊藤の無我苑に倣って「修道苑」を建設する計画を立てていたことも明らかになっている。
1906年（明治39年）5月頃に田中正造らと共に谷中村問題に関わっていた石川は、問題に関わる中で生じた煩悶を鎮めるため、内山がいる林泉寺を訪ねて坐禅を組んでいる。その結果、石川は「十字架は生まれながら人間の負うたものだ」との回心に至った。
林泉寺の住職としての内山は、檀家に対して葬祭仏事に参加するだけでなく、曹洞宗の教えに触れて処世に活かすよう求める覚書（1906年2月1日付け）を提出している。また寺院株を批判する上書（1904年5月30・31日付け）を近隣の寺院へ書き送っている。

### 直接行動論への傾倒
1907年（明治40年）から1908年（明治41年）にかけて、内山は幸徳秋水らが主張する「直接行動論」に傾倒する。当時の日本社会党は運動理論をめぐって議会政策派と直接行動派に分裂しており、1907年（明治40年）10月に上京した内山は両派の集会にそれぞれ参加し、議会政策論を唱えていた片山潜に対して批判的な感想を抱いている。
1908年（明治41年）8月12日から14日にかけて、赤旗事件の裁判を傍聴するために上京してきた秋水が、その途上で内山がいる林泉寺を訪ねている。この時の内山は、秋水が翻訳したピョートル・クロポトキンの「麺麭の略取」の原稿を一読している。同年9月30日には内山が上京して秋水のもとを訪ね、革命の方法を訪ねている。それに対して秋水は洋書を繙きながら、革命の際に交通機関を破壊することなどを説明したとされる。
同年10月、内山は天皇の神聖を否定する内容を含んだパンフレット「無政府共産」を秘密裏に印刷して平民社へ持参し、森近運平から提供された「大阪平民新聞」の読者名簿を頼りに「無政府共産」を各地の同志へ変名で発送した。しかし送付を受けた者の多くは身の危険を感じて即座に処分し、配布した5名が不敬罪に問われている。また同年11月には「帝国軍人座右之銘」「道徳否認論」といった秘密出版物も作成している。
1909年（明治42年）1月14日に再び平民社を訪ねた内山は、秋水・森近らとの雑談の中で、「一場ノ談話」として革命のために皇太子に危害を加えることを主張したとされる。翌日には秋水と同棲関係にあった管野スガを訪ね、爆弾製造の研究用としてダイナマイトの提供を申し出ている。さらに翌日には横浜の社会主義団体「曙会」を訪ねて革命実行の決意を糾したり、革命の方法として暴動や暗殺、さらには倅（皇太子）を「遣っ付ける」ことなどを述べたとされる。ただし内山自身は、曙会で“倅”の話をしたことを否定している。

### 最初の逮捕
同年4月15日、内山は永平寺の夏安居に参加するために林泉寺を出発した。永平寺への途上に寄った名古屋において石巻良夫のもとを訪ね、ここでも革命の決意を糾したり、「倅」の話をしたとされる。内山は4月18日に永平寺に到着したが、1ヶ月後に健康を害したとして永平寺を出発した。この頃から内山には警察の尾行が付くようになった。
4月21日には大阪において「大阪平民新聞」の協力者である三浦安太郎・武田九平に会い、爆弾の研究や皇太子暗殺について話したという。翌日には神戸で平民新聞の読書会である神戸平民倶楽部の会員の岡林寅松・小松丑治と会い、皇室を斃して革命を実行することを主張したとされる。しかし平出修が指摘したように、警察の尾行が付く中でそのような重大な話が行われたとは疑わしく、皇太子暗殺の話などについては検察側の捏造ないし拡大解釈だった可能性がある。
内山は5月24日、林泉寺へ戻る帰路で逮捕された。そして29日には出版法違反と爆発物取締罰則違反の容疑で起訴され、7月6日に林泉寺の住職を諭旨退職となった。そして1910年（明治43年）4月5日に出版法違反で禁錮2年、爆発物取締罰則違反で懲役5年の判決が下り、東京監獄で服役することとなった。そのため、6月27日には曹洞宗から内山を宗門擯斥（僧籍剥奪）に処している。

### 幸徳事件
1909年（明治42年）5月に発覚した幸徳事件（大逆事件）に関連して、服役中だった内山も同年7月から取り調べを受けることとなった。その中で「無政府共産」の著者が内山であることが発覚し、さらに明治天皇暗殺計画を立案したとされる長野県の社会主義者・宮下太吉に対する取り調べから、宮下の動機の一つに内山から送付された「無政府共産」が含まれていることが判明した。そして同年10月18日、大阪や神戸における放言を根拠に皇太子の暗殺を謀議したとして、内山は大逆罪で再逮捕され、予審請求が行われた。
同年12月10日より、事件の公判が大審院において非公開で開始された。内山は公判において、革命の手段としては暴力的なものではなく総同盟罷工を想定していたこと、皇太子に関する発言などはなかったこと、宮下の計画に関与していないことなどを主張した。
1911年（明治44年）1月18日、内山を含む24名の被告人が死刑判決を受けた。そして1月24日に内山ら12名の被告人が死刑を執行された（管野スガのみ1月25日に執行）。36歳没。宮下、管野と新村忠雄・古河力作の4名は計画犯であることが確実視され、秋水もスガと同棲していたことから計画自体は知っていたとされる説が濃厚だが、内山を含めた7名は大逆罪に関しては無罪だったという説が強い。遺言によって内山の遺骨は林泉寺の墓地に埋葬されたが墓碑銘などはなく、自然石だけが置かれた。

### 死後
石川啄木は内山の火葬の様子を伝えた新聞記事に衝撃を受け、その旨を自身の日記（1月25日条）に記している。
処刑直後の1911年（明治44年）2月1日、徳冨蘆花は第一高等学校において「謀叛論」と題して事件に対する政府の対応を批判する講演を行った。講演の草稿の中で徳冨は内山に言及し、事件の始末に走る仏教教団を批判している。
社会主義者との関係があった田中正造は、内山の処刑の後に泰然として刑に臨んだ内山の宗教的鍛錬を称える発言を残している。
1993年（平成5年）4月13日、曹洞宗により内山の擯斥処分が取り消され、名誉回復がなされた。2005年（平成17年）には林泉寺で愚童忌が行われ、顕彰碑が建立された。また2013年（平成25年）11月16日には、内山の故郷である小千谷に顕彰碑が建立された。

## エピソード
絓秀実と同郷であり、そのことが『「帝国」の文学──戦争と「大逆」の間』を絓が著す動機の一つとなった。